# Mossiaguino
Mossiaguino (en russe : Мосягино) est un village de l’oblast de Moscou, en Russie.
Il est arrosé par la rivière Desna.